# YRP 노비역
YRP 노비역(일본어: YRP野比駅、ワイアールピーのびえき)(영어: YRP Nobi Station)은 일본 가나가와현 요코스카시에 있는 철도역이다. 역 번호는 KK68이다.

## 역 구조
상대식 승강장 2면 2선의 지상역. 개찰구 부근은 고가 구조이며, 개찰구는 역 남쪽 승강장 아래에 1개 설치되어 있다. 단선 구간에 속하여, 열차교환이 가능하다.
| 1 | ■ 구리하마 선 | 미사키구치 방면 |
| 2 | ■ 구리하마 선 | 요코스카추오・요코하마・게이큐 가와사키・시나가와 ○도영 지하철 아사쿠사 선 니혼바시・아사쿠사・오시아게 게이세이 선 이오토・게이세이 다카사고 방면 |

## 역세권 정보
- 요코스카 리서치 파크 (YRP)
- 요코스카 노비 우체국
- 노비 해안
- 항만・공항 기술 연구소
- YRP 노비 역전 상점가
- 노비 온천
- 가나가와 대학 노비 연구소
- 요코하마 시립 노비 소학교
- 요코하마 시립 노비히가시 소학교
- 요코하마 시립 노비 중학교
- 요코하마 시립 나가사와 중학교
- 국도 134호선

## 역사
- 1963년 11월 1일: 구리하마 선의 종착역, 노비역(일본어: 野比駅)으로 영업 개시.
- 1966년 3월 27일: 구리하마 선 쓰쿠이하마 역까지 연장, 중간역이 됨.
- 1998년 4월 1일: 요코스카 리서치 파크 개원에 의해 YRP 노비 역으로 역명 개명.

### 역명의 유래
개업 당시의 역명은 노비였다. 근처에 게이큐가 주체된 자금을 투자한 요코스카 리서치 파크(YRP)가 개설되어 당역이 제일 가까운 역이 되었던 것에 의해 개명되었다. 일본의 여객역으로서는 4번째, JR 이외의 철도사업자에서는 처음으로 명칭에 알파벳을 포함한 역이 되었다.

## 사진

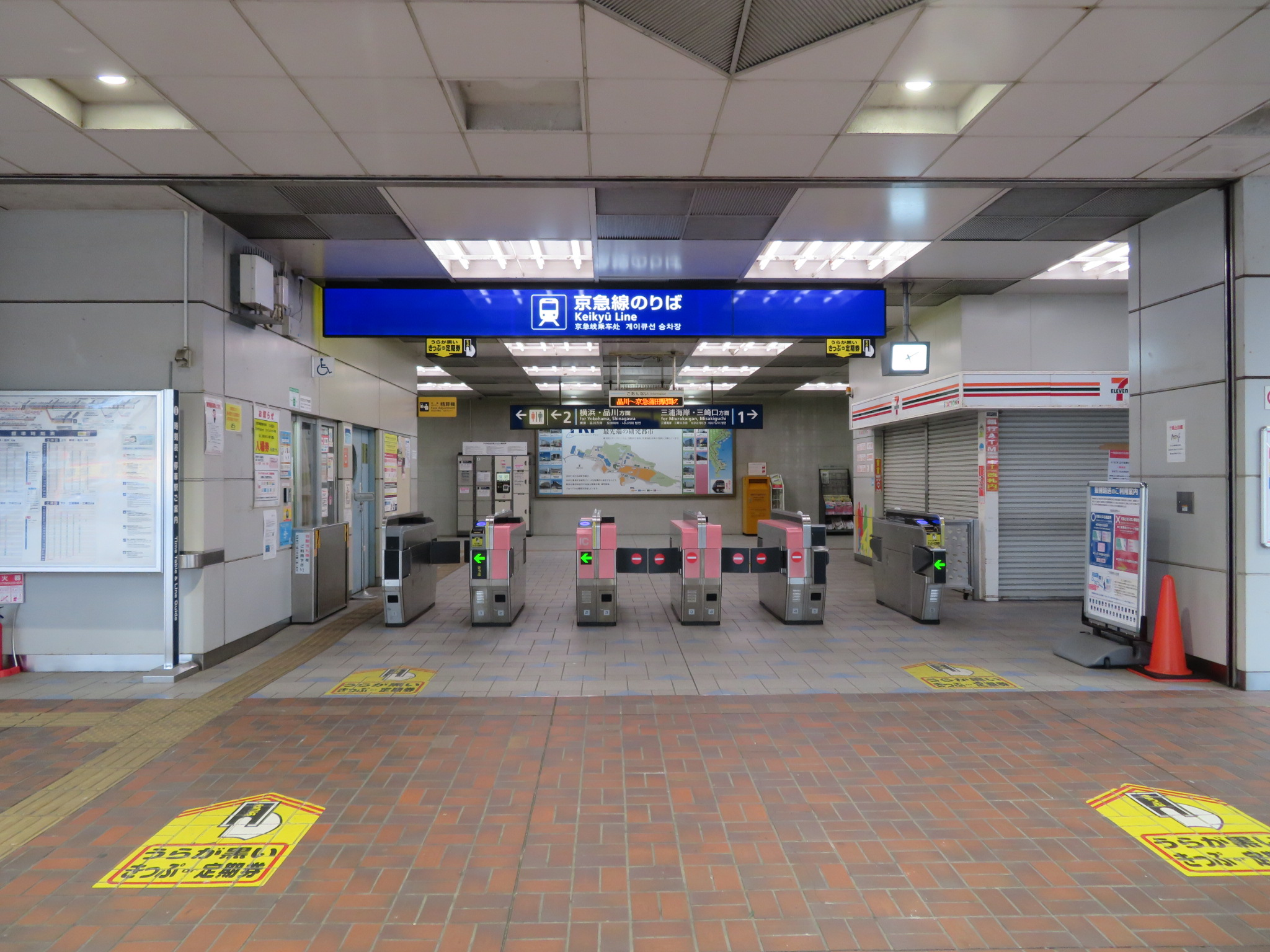
개찰구

## 인접역
| 게이힌 급행 전철 ■ 구리하마 선       | 게이힌 급행 전철 ■ 구리하마 선 | 게이힌 급행 전철 ■ 구리하마 선       |
| ------------------------------------ | ------------------------------ | ------------------------------------ |
| KK67 게이큐 구리하마 호리노우치 방면 | 게이큐 윙 호・쾌특・특급       | 게이큐 나가사와 KK69 미사키구치 방면 |